# Rhinobatos punctifer
Rhinobatos punctifer is een vissensoort uit de familie van de vioolroggen (Rhinobatidae). De wetenschappelijke naam van de soort is voor het eerst geldig gepubliceerd in 1987 door Compagno & Randall.